# Asilus schedius
Asilus schedius är en tvåvingeart som beskrevs av Walker 1849. Asilus schedius ingår i släktet Asilus och familjen rovflugor. Inga underarter finns listade i Catalogue of Life.